# Impulskennzeichen
Impulskennzeichen (IKZ) ist ein altes Signalisierungsverfahren des deutschen Telefonnetzes. Es wurde zwischen elektromechanischen Vermittlungsstellen (beispielsweise System 50) bei der Fernwahl und bei analogen Telefonleitungen für Telefonanlagen mit Durchwahl eingesetzt. Zur Übertragung der Signalisierungsinformationen wurden Gleichstromimpulse verwendet.

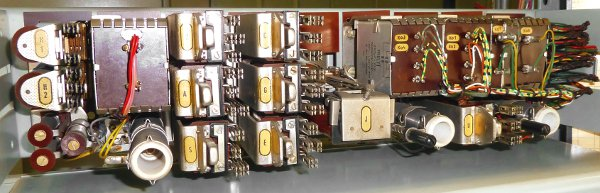
Wechselstromübertragung für gehenden Verkehr

In den Ortsnetzen wurden durch die dreiadrige galvanische Durchschaltung der einzelnen Wahlstufen Gleichstromzeichen als Dauerzeichen verwendet. 
In der Fernwahltechnik waren durch die gleichstrommäßige Abriegelung der Leitung und auch durch die Trägerfrequenztechnik diese Dauerzeichen nicht möglich, weil Dauerzeichen in einem durch Übertrager abgeriegelten Stromkreis nicht übertragen werden können.
Durch das Wählsystem 50 wurden vorsorglich schon die Impulskennzeichen (IKZ 50) eingeführt.

## Liste der Impulskennzeichen
Die folgende Tabelle zeigt nur die verwendeten Zeichen sowie deren zeitliche Länge bei der Vermittlungsstelle durch die interne Signalisierung bzw. auf der Fernleitung.
| Zeichen                         | FernVst        | FernVst      | Fernleitung                      | Bemerkung                                                 |
| ------------------------------- | -------------- | ------------ | -------------------------------- | --------------------------------------------------------- |
| Bedeutung                       | Signal an Ader | Länge in ms  | Signalader: Out Band Länge in ms |                                                           |
| Vorwärtszeichen                 |                |              |                                  |                                                           |
| Belegen                         | + c            | Dauerzeichen | 40                               |                                                           |
| Nummernwahl (Impuls / Pause)    | + a            | 60 / 40      | 40 / 60                          |                                                           |
| Auslösen                        | + c abschalten | Dauerzeichen | 400 1600                         | bei Trägerfrequenzübertragung bei Wechselstromübertragung |
| Rückwärtszeichen                |                |              |                                  |                                                           |
| Abruf                           | + e            | 150          | 150                              |                                                           |
| Wahlende                        | + b            | 175          | 175                              |                                                           |
| Beginnzeichen                   | + b            | 175          | 175                              |                                                           |
| Schlusszeichen (Impuls / Pause) | + b            | 175 / 450    | 175 / 450                        |                                                           |
| Besetzt                         | + b            | 750          | 750                              |                                                           |
| Auslösequittung                 |                |              | 750                              | bei TFUe, FGS, WS                                         |
| Sperren (Impuls / Pause)        | - c abschalten | Dauer        | Dauer 150 / 450                  | bei WUE bei TFUe                                          |
| Zählen                          | - e - b        | 140 140      | 140 140                          | bei 4-Draht-Leitung bei 2-Draht-Leitung                   |
| Besondere Zeichen               |                |              |                                  |                                                           |
| Fernkennzeichen                 | + b            | 40           | + b 40                           | jede 2-Draht-Übertragung                                  |
| Entdämpfung                     | - a            | Dauer        |                                  |                                                           |

Die einzelnen Zeichen hatten folgende Bedeutungen:
Belegungszeichen
Mit dem Belegungszeichen wurde das nächste folgende Schaltglied belegt.
Wählzeichen
Das Wählzeichen sendete die jeweils gerade gewählte Ziffer als Gleichstromimpulse.
Auslösezeichen
Das Auslösezeichen beendete die Belegung und gab das folgende Schaltglied wieder frei.
Abrufzeichen
Das Abrufzeichen wurde nur zwischen Registern ausgetauscht und veranlasste die Ausspeicherung der restlichen Ziffern die im vorhergehenden Register gespeichert waren.
Wahlendezeichen
Wahlendezeichen wurden nur in Netzen mit unterschiedlich langen Rufnummern erzeugt. Wenn die Rufnummer des angerufenen Teilnehmers im Ziel vollständig erkannt war, führte es zur möglichst schnellen Abschaltung der aufwendigen und teuren Register bei indirekt gesteuerten Systemen.
Beginnzeichen
Das Beginnzeichen wurde bei der Abnahme des Handapparates beim gerufenen Teilnehmer erzeugt und leitete den Beginn der Gebührenpflicht für ein Gespräch in der verzonenden Vermittlungsstelle ein. Das war in der Regel in der Knotenvermittlungsstelle (KVSt).
Schlusszeichen
Das Schlusszeichen wurde vom Leitungswähler des gerufenen Teilnehmers gesendet. Es wurde als Flackerschlusszeichen zum Zählimpulsgeber (ZIG) in der KVSt gesendet. Wenn der rufende Teilnehmer nicht auflegte, wurde die Verbindung in der Regel nach 90 s ausgelöst. Dadurch wurde eine Dauerzählung der Gebühren verhindert. Weiterhin bewirkte es eine Blockadefreischaltung des gerufenen Teilnehmers und gab die Fernleitungen wieder frei. Dieses Zeichen wurde zunächst nur im Fernverkehr ausgewertet. Seit der Einführung des Nahdienstes wurde es auch im Ortsverkehr ausgewertet.
Besetztzeichen
Das Besetztzeichen wurde beim Verbindungsaufbau von jedem Eingangsschaltglied ausgegeben, wenn die folgende Schaltstufe oder der folgende Wähler nicht erreicht werden konnte, weil alle erreichbaren Ausgänge belegt waren. In diesem Fall hatte es die Bedeutung von einem "Gassenbesetzt". Traf das Besetztzeichen nach dem Wahlendezeichen ein, so hatte es die Bedeutung eines besetzten Teilnehmers.
Es wurde in der verzonenden VSt (in der Regel KVSt) ausgewertet und führte zur automatischen Vorwärtsauslösung der nachfolgenden Schaltglieder. Die Schaltglieder und Fernleitung wurden dadurch sofort wieder freigegeben und der Besetztton am Zählimpulsgeber in der KVSt an die Teilnehmerleitung angelegt.
Auslösequittung
Die Auslösequittung wurde nur zwischen den kommenden und gehenden Übertragungen eines Fernleitungsabschnittes als Quittung des Auslösezeichens ausgetauscht. Beim Fehler der Quittung wurde die Auslösung wiederholt und sollte beim Fehlen eines Auslösezeichen den Abschnitt auch wieder freigeben.
Sperrzeichen
Das Sperrzeichen wurde von der kommenden Übertragung (Ue-k) ausgesandt, wenn das folgende Schaltglied nicht mehr belegungsfähig war. Das konnten technische Störungen oder eine betriebsbedingte manuelle Sperre sein. Es bewirkte auf der gehenden Übertragung (Ue-g), dass die Fernleitung nicht mehr belegt werden konnte und vermied damit unnötigen Blindverkehr und Störungen im Netz.
Zählzeichen
Das Zählzeichen wurde über Fernleitungen von der verzonenden VSt über den 1. Gruppenwähler zum Gebührenzähler des anrufenden Teilnehmers gegeben.
Fernkennzeichen
Das Fernkennzeichen wurde beim Übergang vom Fernnetz an der letzten Übertragung bei jedem ersten Impuls einer gewählten Ziffer an die b-Ader angelegt. Es bewirkte in Verbindung mit dem Leitungswähler (Wahlendezeichens als Dauerzeichen) die Erzeugung und die Aussendung des Wahlendezeichens. In Telefonanlagen mit Durchwahl konnte es zur Unterscheidung von Orts- und Ferngesprächen ausgewertet werden.
Entdämpfungskennzeichen
Das Entdämpfungszeichen wurde nur innerhalb von Fernvermittlungsstellen mit einem Übergang von einer 2-Draht- auf eine 4-Draht-Leitung bzw. von einer 4-Draht- auf eine 2-Draht-Übertragung zwischen den beiden beteiligten gehenden und kommenden Übertragungen ausgetauscht. Abhängig von den Gegebenheiten des Übertragungsplans bewirkte das Entdämpfungszeichen in der 4-Draht-Übertragung die Ausschaltung der Verlängerungsleitung mit einem Wert von 3,5 dB (Nutzung der Verstärkungsreserve des 4-Draht-Kreises). In einer 2-Draht-Übertragung wurde bei Bedarf aus Stabilitätsgründen eine zusätzliche Verlängerungsleitung (einstellbar von 0 bis 3 dB) eingeschaltet.